# Gevacolor
Il Gevacolor è un procedimento belga di negativo cinematografico sottrattivo tricromico monopack creato dalla Gevaert nel 1947, oggi in disuso.
Il sistema era simile all'Eastmancolor. Soffriva di notevoli problemi di instabilità già in fase di sviluppo e degenerazione dei colori nel tempo. Fu per questo presto abbandonato.

## Lista dei film realizzati in Gevacolor
- La maison du printemps, di Jacques Daroy (1949)
- Cet âge est sans pitié, di Marcel Blistène (1950)
- Lúdas Matyi, di Kálmán Nádasdy (1950)
- Barbablù, di Christian-Jaque (1951)
- Senza veli, di Carmine Gallone e Arthur Maria Rabenalt (1952)
- Tarantella napoletana, di Camillo Mastrocinque (1953)
- L'uomo, la bestia e la virtù, di Steno (1953)
- La nave delle donne maledette, di Raffaello Matarazzo (1953)
- India: Matri Bhumi, di Roberto Rossellini (1958)
- L'albero degli zoccoli, regia di Ermanno Olmi (1978)
- Un poliziotto scomodo, di Stelvio Massi (1978)